# راماس (آن)
راماس (بالفرنسية: Ramasse)‏ هي بلدية فرنسية تقع في إقليم الآن في فرنسا. رمز إنسي لها هو:1317. أما الرمز البريدي لها فهو: 1250.